# エドウィン・アームストロング
エドウィン・ハワード・アームストロング（Edwin Howard Armstrong, 1890年12月18日 - 1954年1月31日）は、アメリカの電気工学研究者、発明家。周波数変調 (FM) の発明者として知られる。
コロンビア大学工学部で学び、後に同大学教授となる。コロンビア大学工学部で電気工学の学士号取得(1913年)後、1954年に他界するまで同校で研究を行った。学生だった1914年に再生回路 (regenerative circuit) の特許を取得した。その後もスーパーヘテロダイン方式（1918年特許取得）、超再生回路（1922年特許取得）、周波数変調を発明した。

## 前半生

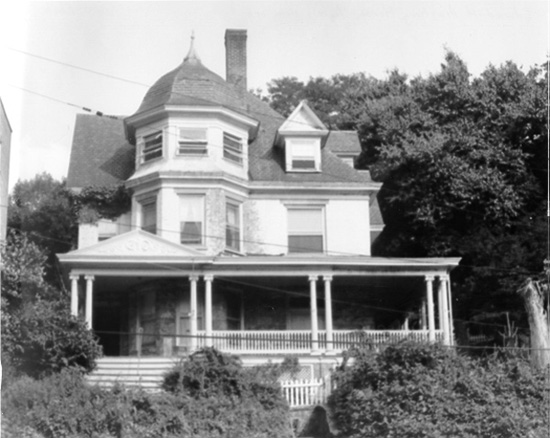
ニューヨーク州ヨンカーズにあるハドソン川を見下ろす位置に建つアームストロングの少年時代の家、1975年撮影。

ニューヨーク州ニューヨーク市のチェルシー地区に生まれる。1902年、一家はヨンカーズに引っ越している。幼いころから電気や機械に興味を示し、特に列車が好きだった。
家の裏庭に無線アンテナ塔を建てた。高いところが好きで、ボースンチェアを使って塔の頂上まで登ったという。
1917年末、アームストロングはアメリカ陸軍通信隊の大尉となり、パリで陸軍の無線通信システムの設定に参加。1919年、アメリカに帰国。
2度の世界大戦時、アームストロングは自身の特許を無料で米軍に使用許可している。
アームストロングは技術者としては珍しいことに企業に雇われたことがない。独自に研究開発を行い、特許を完全に自分で所有していた。彼は一般通念を鵜呑みにしない性格で、教授や同僚の意見に対してもすぐに質問した。

## 業績と特許紛争

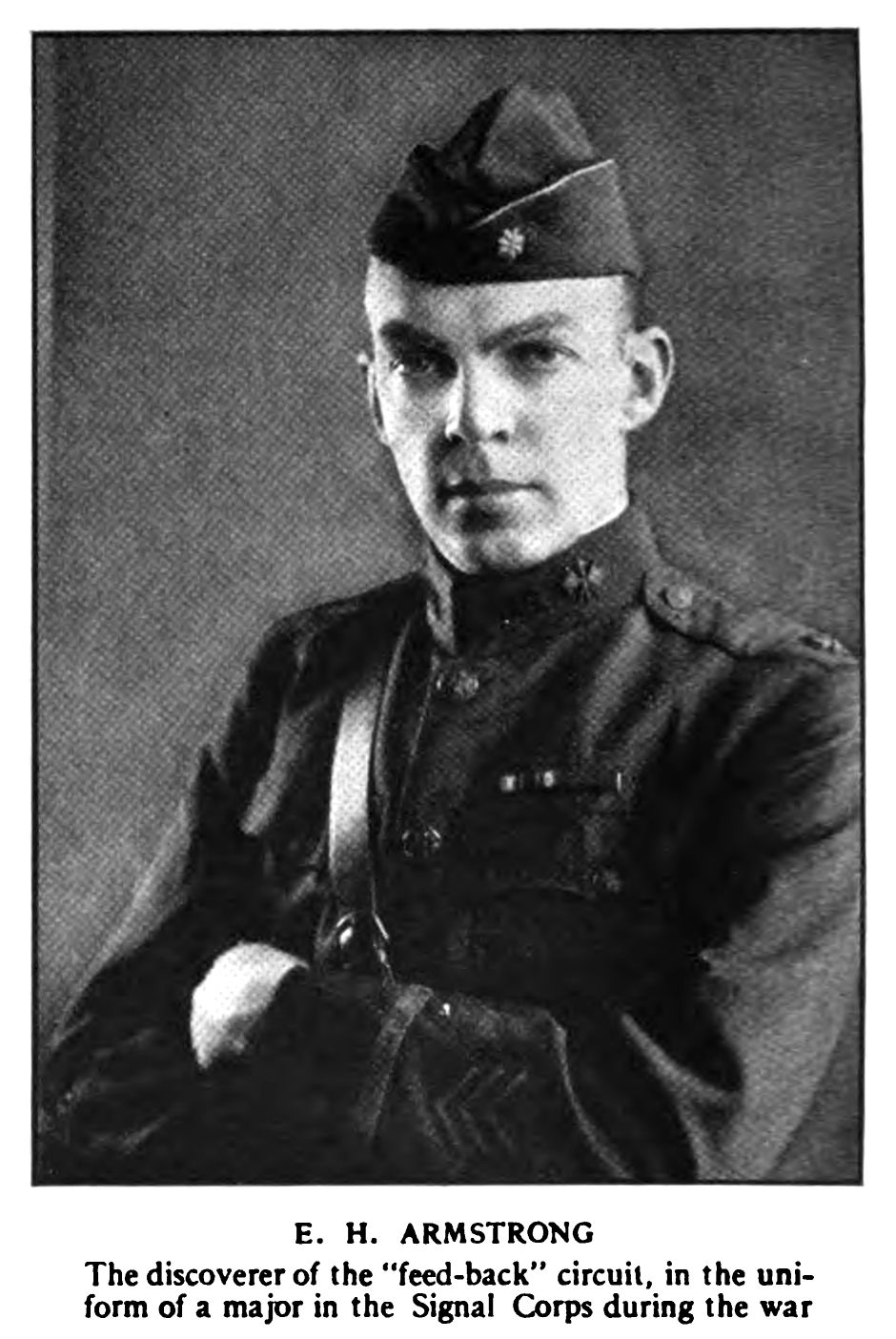
軍服を着たアームストロング、1922年。

アームストロングの開発した再生回路は正帰還を使った増幅回路であり、真空管が高価だった時代には非常に重要な発明だった。三極管（オーディオン管）を発明したリー・ド・フォレストも帰還が増大すると発振することを発見していたが、ド・フォレスト自身は自分の発明した三極管の動作原理をよく理解していなかった。三極管の応用という面ではアームストロングが大きく貢献しており、再生回路によってスピーカーを鳴らせるほど無線信号を増幅できるようになった。また、ド・フォレストには不可能だった三極管についての詳細な論文も発表している。
アームストロングが発見し開発したスーパーヘテロダイン技術は当時の最先端の通信技術となった。それ以前、無線信号の混信が非常に多かったが、スーパーヘテロダインによって選局能力が大幅に向上した。

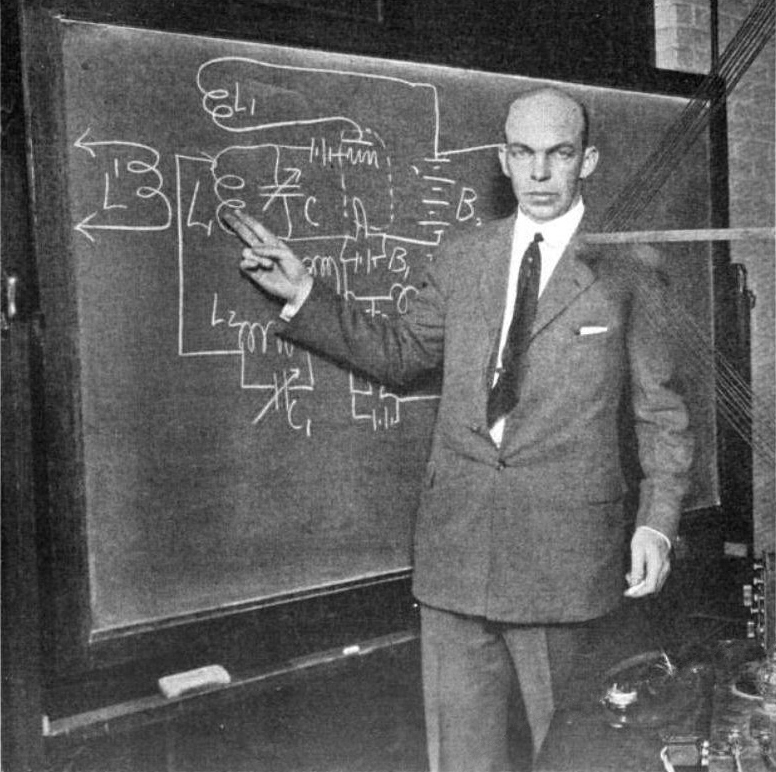
再生回路について説明するアームストロング、1922年。

アームストロングの発明の中でも周波数変調が最もよく知られている。周波数変調 (FM) はRCAのデイヴィッド・サーノフの依頼で無線受信における雑音を除去する方法として開発された。サーノフはアームストロングのFMシステムに感銘を受けたものの、それがRCAの得意としていた従来のAMラジオと互換性がないことも理解していた。サーノフはFMを脅威と考え、それ以上サポートすることをやめた。
アームストロングの発明の多くは他者から訴えられ、特許紛争に巻き込まれた。例えば、再生回路は1914年に "wireless receiving system" と題して特許を取得しているが、同じものをリー・ド・フォレストが1916年に特許取得した。ド・フォレストはその権利をAT&Tに売っている。1922年から1934年まで、アームストロングの特許を採用したRCAおよびウェスティングハウスとド・フォレストの特許を採用したAT&Tの間で法廷闘争があり、アームストロングもそれに巻き込まれた。12年間というのは当時最長の特許紛争である。最初はアームストロング側が勝利したが、2審では負け、3審では行き詰った。合衆国最高裁判所はド・フォレストの特許を有効としたが、今では技術的誤解に基づく判断だとされている。
1923年初めごろ、アームストロングはRCAへの特許権のライセンス供与によって富豪になっていた。
1946年、FCCはテレビのNTSC規格の音声信号部分にアームストロングのFMシステムを採用した。このためテレビ製造業者から特許料が入ってくるはずだったが、RCAは特許料の支払いを拒否し、他社もそれにならった。

## FMラジオ

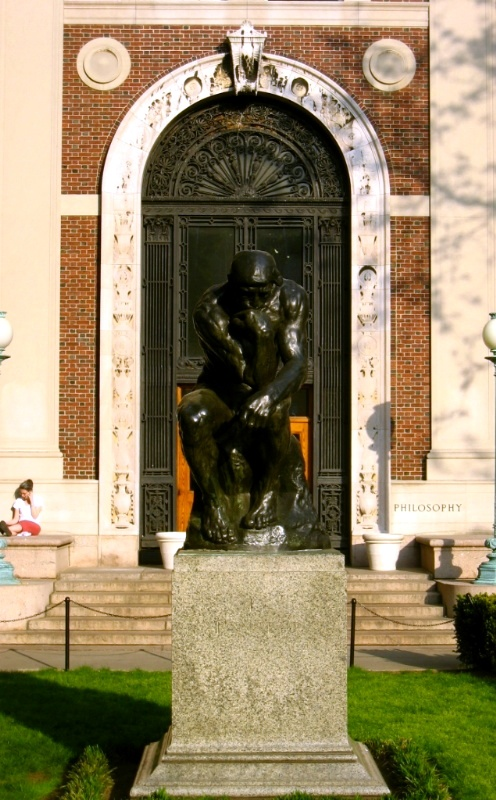
コロンビア大学の Philosophy Hall。アームストロングはこの地下にあった研究室でFMラジオを開発した。

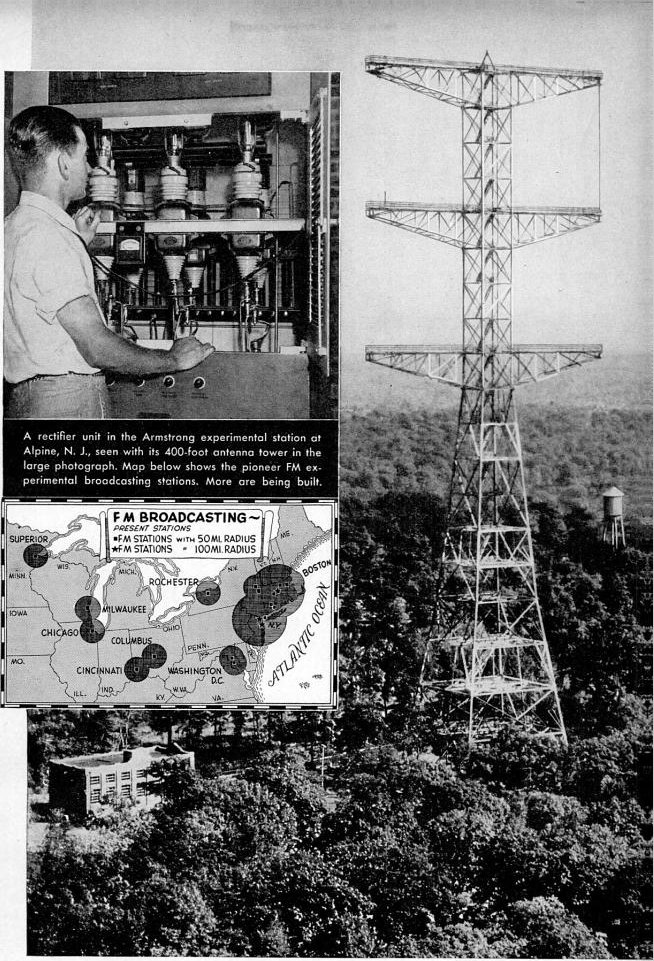
アームストロングは、ニューヨーク市近郊のニュージャージー州アルパインに送電塔（現在のアームストロング・タワー）の建設を手配し、初のFMラジオ局であるW2XMNのデモンストレーション運用に資金を提供した。W2MXNのアンテナは、右上の垂直線として見える上部2つの層の間に取り付けられている。

再生回路の特許問題が続く中、アームストロングは次の発明を行っていた。コロンビア大学の Philosophy Hall の地下研究室で広帯域周波数変調 (FM) を生み出した。それまでの振幅変調 (AM) は音声信号の強弱を搬送波の振幅で表していたが、アームストロングは周波数の変化で強弱を表すようにした。FMはAMに比べて音声がきれいで雑音が少なかった。アームストロングは1933年12月26日に特許を取得した。
1922年、抑圧搬送波単側波帯変調方式を発明したAT&Tの John Renshaw Carson が Proceedings of the IRE 誌にFMには何の利点もないという論文を発表した。アームストロングはこれに反論しFMの利点を示すため、1936年の Proceedings of the IRE に論文を発表。この論文は Proceedings of the IEEE の1984年8月号にも再掲されている。
今日、移動通信で主に使われる狭帯域FMは雑音低減という意味では利点が少ないが、放送で主に使われる広帯域FMでは信号があるしきい値以上の強さであればSN比が格段に改善される（FMスレッショルド特性）ことがわかっている。したがって Carson が完全に間違っていたわけではないし、カーソンの帯域幅の法則 (en) は今も重要である。広帯域FMでSN比を改善するには信号強度があるしきい値以上でなければならないという事実は、Murray G. Crosby が1937年の Proceedings of the IRE 誌で発表した。
1934年5月から1935年10月まで、アームストロングはRCAが借りたエンパイア・ステート・ビルディングの85階のフロアでFMラジオ放送の実験を行った。しかし、RCAはテレビ放送に注力しようとしていたため、FM技術の特許を購入しなかった。1936年7月17日、連邦通信委員会 (FCC) で行った公開実験が全国的に報道された。アームストロングはジャズのレコードをまず従来のAMで放送し、次にFMで放送してみせた。その音質の差は歴然としていた。
1937年、アームストロングは自費で最初のFMラジオ局 W2XMN を建設した。ニュージャージー州アルパインで40kWの低出力、周波数42.8MHzで放送し、160kmほど離れた場所でもクリアな受信が可能だった。
RCAは、法改正またはFCCの規制の改正でFMラジオが主流になるのを防ぐロビー活動を開始した。RCAやデイヴィッド・サーノフは働きかけを否定しているが、FCCはFMの周波数帯を42-50MHzから88-108MHzに移し、44-50MHzにテレビのチャンネルを1つ割り当てた。なお、50MHz付近は太陽黒点の活動が活発になると影響を受けやすいという事情もあり、技術的には88-108MHz帯の方がFMラジオに適しているという指摘もある。
技術的にはどうであれ、この周波数帯の移動は初期のFMラジオ局には大打撃となった。周波数の移行に追随できず廃業する放送局もあった。なお、FM中継局を失った放送局はAT&Tの有線リンクを購入したため、AT&Tもこの変化を歓迎した。
さらにRCAはFMラジオを発明したのは自分達だと主張し、その特許も取得した。RCAとアームストロングの間で特許紛争が発生し、一時的にRCAが勝利したため、アームストロングはアメリカで販売されるFMラジオに対してロイヤリティ支払いを主張できなくなった。アームストロングはFMラジオネットワークの運営と法廷闘争で財産を使い果たし、私生活も荒れるようになった。

## 私生活
1922年12月、サーノフの秘書だったマリオン・マキニスと結婚。結婚に際してアームストロングはマリオンに世界初のポータブルラジオを贈った。結婚前にイスパノ・スイザの電気自動車を購入し、その車でパームビーチまで新婚旅行している。その車にはラジオがついていなかったが、彼は亡くなるまで所有していた。1940年に怪我をするまでテニスを趣味としていた。夕食にはオールド・ファッションドを飲むことが多かったという。

## 死

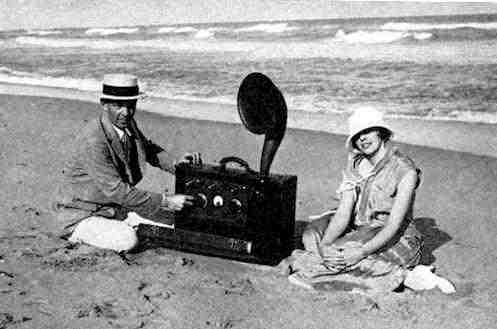
アームストロングと妻マリオン

RCAや他の企業との長年の法廷闘争で財政的にも破綻し、精神的にも疲れ果てたアームストロングは、暖炉の火かき棒で妻の腕を打ち据えた。命の危険を感じたマリオンは、自宅から逃げて姉妹の家に身を寄せるようになった。特許紛争に疲れ果てたアームストロングは1954年1月31日、エアコンディショナーを窓から取り除き、コートと帽子をつけたままニューヨーク市内のアパートの13階の部屋から飛び降り自殺した。翌朝、作業員がその死体を発見。妻に宛てた遺書には「あなたに神のご加護がありますように。そして私の魂に慈悲を」とあった。ディヴィッド・サーノフはその訃報を耳にして「私がアームストロングを殺したのではない」と述べた。未亡人となったマリオンは特許権を巡るRCAとの戦いを受け継ぎ、最終的に勝利をえた。夫とは異なり、マリオンはRCAとの和解に応じた。

## 後世への影響
AMラジオ帯が飽和しFMラジオ放送が黒字となるまでに、アームストロングの死後数十年かかった。それには1960年代の2つの事象が寄与している。1つはゼネラル・エレクトリックが開発したFMステレオ放送で、1961年にFCCがFMステレオ技術を規格化した。そして数年以内に全米で数百のFMステレオ放送局が誕生した。
もう1つは1966年にFCCが制定した規則で、同じ都市でAMとFMの両方を放送している放送局に対して、番組の大部分を異なる内容にするよう規制したものである。このためFMラジオはAMラジオの同時放送ではなくなり、聴取者を拡大することになった。ステレオ放送の有利さから、音楽といえばFMラジオという常識が生まれた。例えば、AMラジオでは日曜の朝に聖職者による宗教的な番組が放送されることが多かったが、FMラジオでは音楽番組を放送し続けた。
アームストロングのFMシステムは、NASAとアポロ計画の宇宙飛行士との通信にも使われた。

## 日本での影響
大正末期から昭和初期（1920年代）の、民間無線の勃興期にあった日本において、先進国アメリカで次々と新方式を発明したアームストロングは、無線雑誌で一種のヒーローのように扱われていた模様である。『復刻ダイジェスト版 無線と実験』（ ISBN 4-416-18713-0 ）を見ると、スーパーヘテロダイン方式を解説した翻訳記事（大正13年9月号 pp. 408-416 の再録（このページ番号は、同一巻で通しか？）、pp. 46-54）をはじめ、p. 17 の大正13年6月号の、ラジオを持ち運んでのアームストロングのハネムーン旅行を伝える写真記事や、創刊号掲載の伝記記事が再録されている。

## 栄誉

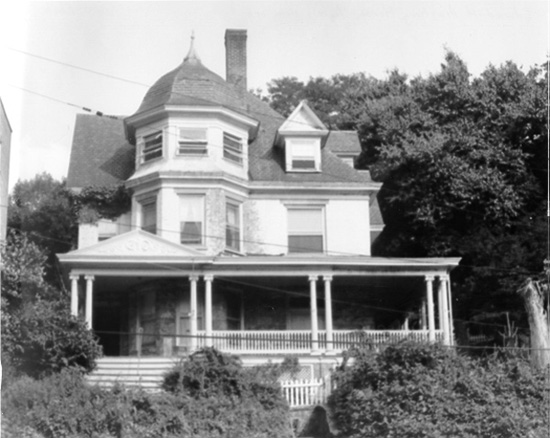
1975年ごろのアームストロングの自宅。1983年、火災で焼失した。

1917年、IEEE栄誉賞の前身であるIRE栄誉賞の第1回目を受賞。第一次世界大戦時の無線に関する業績により、フランス政府から1919年にレジオンドヌール勲章を授与された。1929年、コロンビア大学から名誉博士号を授与される。1941年、フランクリン・メダルを受賞。1942年、再生回路やスーパーヘテロダインや周波数変調など電気通信技術への貢献に対してAIEEのエジソン賞を受賞。1951年ワシントン賞受賞。1955年、ITUの選ぶ Great Inventors of Electricity に加えられた。1980年、発明者の殿堂入りを果たし、1983年には米国郵便切手の肖像に選ばれた。2000年、Consumer Electronics Hall of Fame に選ばれた。
FMの開発を行ったコロンビア大学の Philosophy Hall は、2003年にアメリカ合衆国国定歴史建造物 (NHL) に指定された。ヨンカーズの自宅 (en) はNHLとアメリカ合衆国国家歴史登録財に指定されたが、後に焼失して解体された際に指定が解除された。
コロンビア大学にはアームストロングの名を冠したホールもある。元々は集合住宅だったが、大学が買い取って研究施設とした。現在はコロンビア大学とアメリカ航空宇宙局が共同運営するゴダード宇宙科学研究所の気象研究部門が使っている。ちなみにその1階の角にあるレストラン (Tom's Restaurant) はテレビドラマ『となりのサインフェルド』の撮影で使われた。また、スザンヌ・ヴェガの歌 "Tom's Diner" も同じレストランに着想を得たものである。
さらに、コロンビア大学はアームストロングを記念してエドウィン・ハワード・アームストロング教授職（計算機科学）を設けている。

## 特許
アームストロングは生涯に42の特許を取得した。次の一覧は主な特許である。 
- アメリカ合衆国特許第 1,113,149号 : "Wireless receiving system"
- アメリカ合衆国特許第 1,334,165号 : "Electric Wave Transmission" （ミカエル・ピューピンと共同）
- アメリカ合衆国特許第 1,336,378号 : "Antenna with distributed positive resistance"
- アメリカ合衆国特許第 1,342,885号 : "Method of receiving high frequency oscillation"
- アメリカ合衆国特許第 1,415,845号 : "Selectively Opposing Impedance to Received Electrical Oscillations" （ミカエル・ピューピンと共同）
- アメリカ合衆国特許第 1,424,065号 : "Signalling system"
- アメリカ合衆国特許第 1,611,848号 : "Wireless Receiving System for Continuous Wave"
- アメリカ合衆国特許第 1,941,066号 : "Radio signalling system" （1933年の広帯域FMの特許の1つ）
- アメリカ合衆国特許第 1,941,068号 : "Radiosignaling" （1933年の広帯域FMの特許の1つ）
- アメリカ合衆国特許第 1,941,069号 : "Radiosignaling" （1933年の広帯域FMの特許の1つ）